# Theophan (Bischof, 1875)

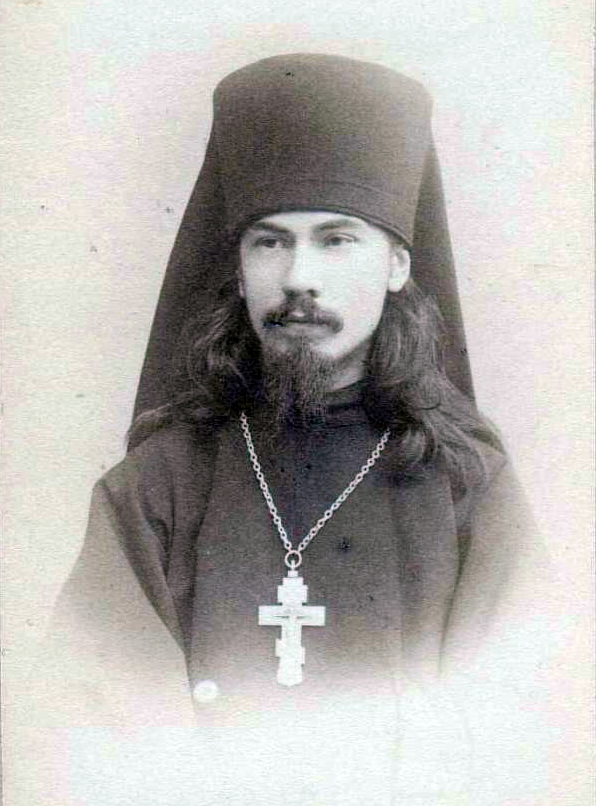
Theophan als Hieromonach

Theophan von Poltawa (russisch Феофан, auch Teofan oder Feofan; * 31. Dezember 1874jul. / 12. Januar 1875greg. als Wassili Dmitrijewitsch Bystrow in Podmoschie, Gouvernement Sankt Petersburg, Russisches Kaiserreich; † 19. Februar 1940 in Limeray, Département Indre-et-Loire, Frankreich) war ein russisch-orthodoxer Geistlicher. Er war Bischof und Erzbischof und amtierte unter anderem als Beichtvater des letzten russischen Zaren Nikolaus II. und seiner Gattin Alexandra.

## Leben

### Im Russischen Kaiserreich
Er wurde in einem russischen Dorf als Sohn des örtlichen Priesters Dmitri Nikolajewitsch Bystrow und seiner Frau Maria geboren und auf den Namen Wassili getauft, die russische Entsprechung des heiligen Basilius, dessen Namenstag mit seinem Geburtstag unmittelbar zusammenfiel. 1896 beendete er sein Studium an der Geistlichen Akademie Sankt Petersburg, an der er als einer der jüngsten Studenten aufgenommen worden war. Im Jahr darauf wurde er Assistenzprofessor für die Geschichte des Alten Testaments. Mit dem Erzpriester Johannes von Kronstadt führte er gemeinsam Gottesdienste durch. 1898 wurde er Mönch und erhielt den Ordensnamen Theophanes. 1901 wurde er Archimandrit sowie Inspektor der Geistlichen Akademie. 1905 wurde ihm für seine Arbeit über das Tetragrammaton der Magistergrad erteilt. Nach seiner Ernennung als Rektor der Akademie am 4. Februar 1909 erhielt er kurz darauf in der Dreifaltigkeitskathedrale des Alexander-Newski-Klosters die Bischofsweihe für die Eparchie St. Petersburg. Am 19. November 1910 wurde er Bischof der Eparchie Simferopol und gleichzeitig Ehrenmitglied der Petersburger Geistlichen Akademie.
Der religiöse Schriftsteller und Staatsbeamte Nikolai Schewachow beschrieb Theophan als „einen Mönch von außergewöhnlicher Veranlagung und enormer Autorität“. Sogar die Dichterin Sinaida Hippius, die dem russischen Klerus durchaus kritisch gegenüberstand, nannte Theophan „einen Mönch von seltener Demut, der ein rechtschaffenes Leben führte.“ Er war mit Grigori Rasputin zunächst befreundet und berichtete den Neuankömmlingen in der Akademie mit Begeisterung über den heiligen Wundertäter aus Sibirien. Er stellte Rasputin der Großfürstin Militza vor, die diesen ihrerseits am 1. November 1905 mit dem Zaren und seiner Gattin bekanntmachte. Kurz darauf wurde er zum Beichtvater des Zarenpaares ernannt. Nach der Oktoberrevolution bestritt er allerdings, an der Aufnahme des inzwischen ermordeten Rasputin am Zarenhof beteiligt gewesen zu sein.
Theophan war ein ergebener Monarchist. Nach einem Besuch in Rasputins Heimatdorf Pokrowskoje, wo die angebliche Zugehörigkeit Rasputins zum Geheimbund der Chlysten abgeklärt wurde, gelangte er zur Schlussfolgerung, dass Rasputin ein falscher Starez sei und eine Gefahr für den Zarenthron darstellen könnte. Nach einem Streit mit Rasputin um die Ernennung eines Bischofskandidaten wurde er 1911 von der Zarin zusammen mit den Mönchen Hermogen und Iliodor verbannt. Am 25. Juli 1912 wurde er Bischof von Astrachan, am 8. März 1913 Bischof von Poltawa und Pereslawl. 1918 wurde er von der Bischofsversammlung der Russisch-Orthodoxen Kirche in den Rang eines Erzbischofs erhoben.

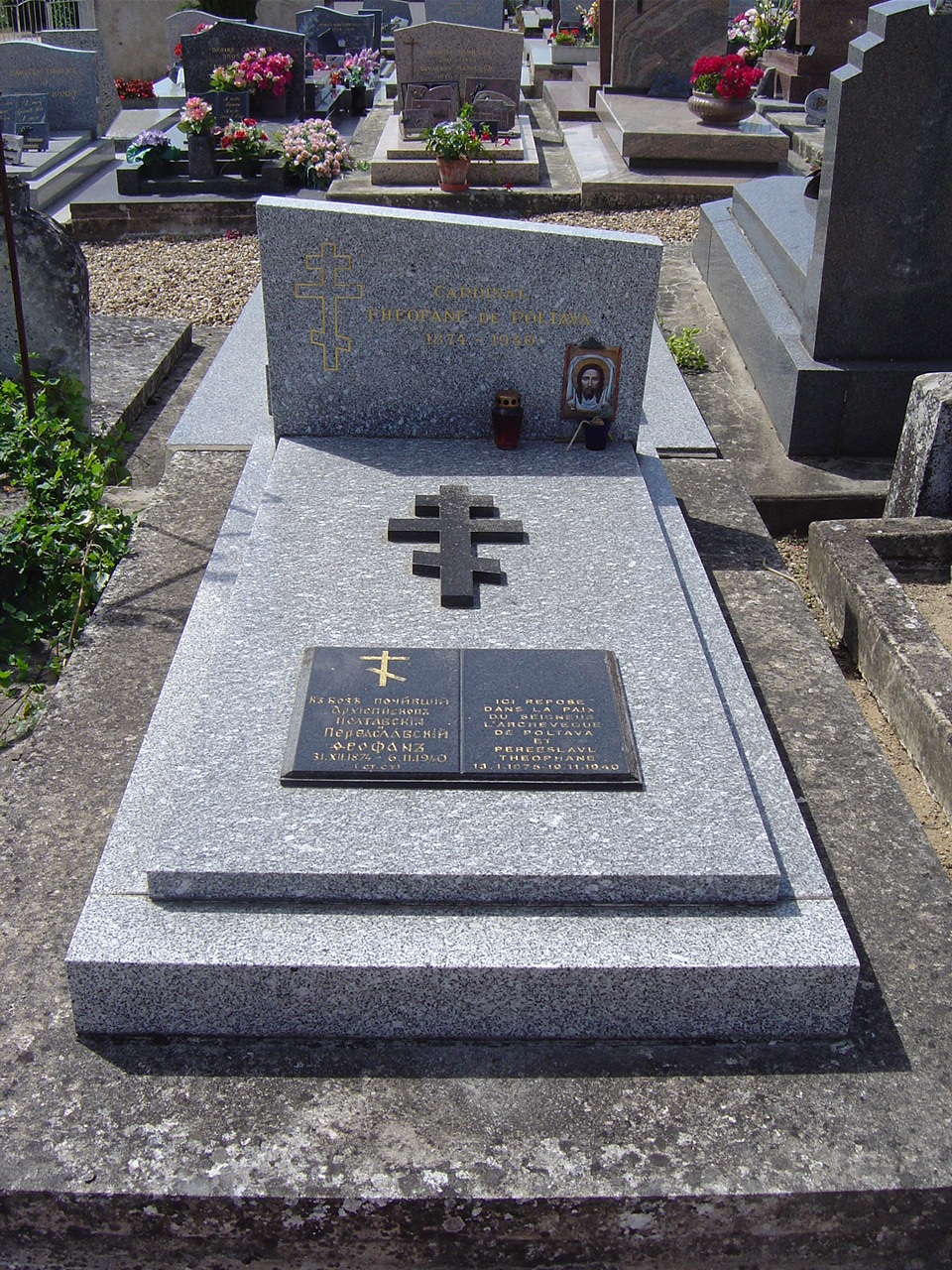
Grab des Erzbischofs Theophan in Limeray

### Revolution und Exil
Nach der Oktoberrevolution 1917 musste Theophan seine Funktionen bei Hofe aufgeben. Er lebte zunächst in Moskau und gab bei den Gerichtsverfahren zu Rasputin und der Zarin Zeugenaussagen ab. Im ukrainischen Poltawa kam es, nachdem Symon Petljura in Kiew die Macht übernommen hatte, zu einer Konfrontation mit dessen Anhängern. Als sich Theophan ihrer Forderung widersetzte, eine große Trauerfeier für den Hetman Iwan Masepa durchzuführen, wurde er für eine Weile inhaftiert.
Beim Eintreffen der Roten Armee auf der Krim 1919 wurde er nach Sewastopol evakuiert. Im März 1920 unterstützte er zusammen mit Bischof Veniamin (Fedtschenko) die Wahl Peter von Wrangels zum Oberbefehlshaber der Streitkräfte im Süden Russlands und emigrierte nach Konstantinopel. Von dort aus gelangte er ins Petkovica-Kloster in der serbischen Vojvodina, nach Sofia und Varna in Bulgarien, und 1931 nach Frankreich, wo er sich in Limeray bei Amboise niederließ und in einer Höhle das Leben eines Eremiten führte. Betreut von zwei russischen Frauen, die ihn pflegten, starb er dort am 19. Februar 1940 und wurde auf dem örtlichen Friedhof bestattet.